# Ezkio-Itsaso
Ezkio-Itsaso település Spanyolországban, Gipuzkoa tartományban. Ezkio-Itsaso Zumarraga, Azpeitia, Beasain, Ormaiztegi és Gabiria községekkel határos. Lakosainak száma 588 fő (2024).

## Népesség
A település népessége az utóbbi években az alábbiak szerint változott:
| Lakosok száma | 568  | 561  | 549  | 578  | 608  | 602  | 619  | 609  | 601  | 588  |
|               | 2001 | 2003 | 2006 | 2008 | 2010 | 2013 | 2015 | 2017 | 2020 | 2024 |